# Ecocardiografia

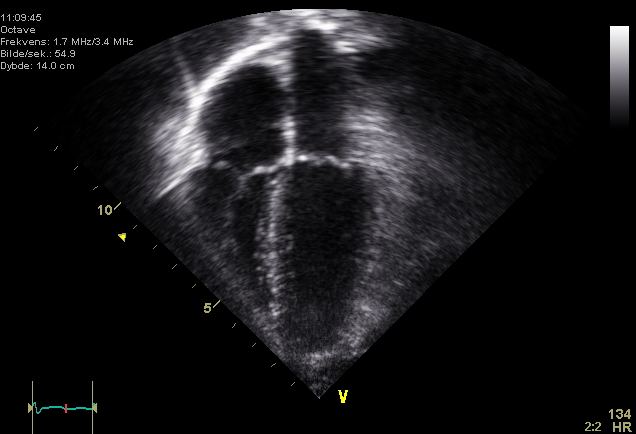
Exame de ecocardiografia

A ecocardiografia ou ecocardiograma com Doppler abrange os métodos de diagnóstico da estrutura e do funcionamento do coração baseados no uso de ultrassom, ou seja, as ondas acústicas com frequência de mais de 20 mil Hz (ciclos por segundo), geralmente em torno de 2 a 4 MegaHertz (MHz). Este exame é frequentemente empregado na avaliação dos pacientes com sopro cardíaco, sintomas de palpitação, síncope, falta de ar, dor torácica ou portadores de diversas doenças cardíacas como doenças do músculo cardíaco (infarto do miocárdio, miocardiopatias), insuficiência cardíaca, doenças das valvas, anomalias congênitas, entre outras.
A ecocardiografia apresenta imagens estáticas e em movimento do músculo e das valvas cardíacas, além disso, através do mapeamento de fluxos em cores pela técnica Doppler, podemos identificar a direção e velocidade do fluxo sanguíneo no interior das cavidades cardíacas.

## Efeito Doppler
O efeito Doppler é uma característica observada nas ondas quando emitidas ou refletidas por um objeto que está em movimento com relação a um observador. Foi primeiramente estudado pelo físico austríaco Johann Christian Andreas Doppler (29 de Novembro de 1803 – 17 de Março de 1853). A incorporação do Doppler tornou a ecocardiografia o método diagnóstico mais importante da cardiologia moderna.
Em relação a ecocardiografia, o objeto que está em movimento e reflete as ondas sonoras emitidas pelo transdutor são as hemácias. Através do movimento das hemácias pode ser registrado o sinal do Doppler, que pode ser analisado a partir de três modalidades: O Doppler pulsado, o Doppler contínuo e o Doppler colorido.
O Doppler pulsado analisa a velocidade do fluxo sanguíneo em um determinado ponto específico do coração, com um espectro de velocidade limitado.
O Doppler contínuo analisa o somatório das velocidades de todos os fluxos em uma determinada faixa do coração onde é posicionado o cursor, e permite registrar o fluxo em altas velocidades.
O Doppler colorido ou Mapeamento de fluxo a cores analisa o fluxo sanguíneo em duas dimensões e as cores determinam a sua direção dentro das cavidades cardíacas.

## Modalidades
- "Ecodopplercardiograma transtorácico", também referido simplesmente como ecocardiograma, é a mais realizada de todas as modalidades. Neste caso o transdutor (ou sonda) é colocado sobre o tórax do paciente. Consiste em um exame não invasivo e altamente acurado para avaliar o miocárdio, as valvas e o fluxo de sangue no interior das cavidades do coração, através do ultrassom e da análise do sinal doppler (estudo do fluxo sanguíneo).

- No "ecocardiograma transesofágico" o transdutor que adquire as imagens é deglutido e posicionado no esôfago do paciente, possibilitando uma melhor imagem de certas estruturas cardíacas, como por exemplo, o apêndice atrial esquerdo, o septo interatrial e as veias pulmonares.

- O "ecocardiograma sob estresse" pode ser realizado de duas maneiras: estresse farmacológico ou sob esforço físico. Na forma farmacológica são administradas drogas endovenosas (dobutamina ou dipiridamol ou adenosina, associadas ou não a atropina), que aumentam a demanda de oxigênio do coração, permitindo diagnosticar uma deficiência na contratilidade regional do músculo cardíaco (miocárdio), decorrente de uma inadequada perfusão sanguínea, geralmente consequente a uma obstrução nas artérias coronárias.

- "Ecocardiograma com contraste", realizado com microbolhas (do tamanho ou menores que uma hemácia), possibilita avaliar a perfusão sanguínea do miocárdio, delimitar melhor as bordas do endocárdio das cavidades cardíacas e intensificar o sinal do Doppler.

## Indicações Gerais
- Definição das dimensões das cavidades cardíacas e da espessura de suas paredes.
- Avaliação morfofuncional das valvas atrioventriculares (mitral e tricúspide) e ventriculoarteriais ou semilunares (aórtica e pulmonar).
- Avaliação da função sistólica e diastólica dos ventrículos e da contratilidade segmentar.
- Análise da anatomia do pericárdio.
- Definição da anatomia das cardiopatias congênitas.
- Avalição da aorta, artéria pulmonar e veias cavas.
- Pesquisar a presença de trombos intracavitários e imagens sugestivas de vegetações.
- Avaliação da presença de doença cardíaca em pessoas de risco: portadores de hipertensão arterial, sintomas cardiológicos (falta de ar, dores no peito, angina, palpitações)
- Avaliação para liberação para atividade física competitiva, visando excluir principalmente a miocardiopatia hipertrófica, principal causa de morte súbita em atletas
- Avaliação da causas obstrutivas de síncope

## Contraindicações
- Não há contraindicações para o ecocardiograma transtorácico.
- Ecocardiograma sob estresse farmacológico: Hipertensão não controlada, insuficiência cardíaca descompensada, infecção ativa, arritmias complexas não controladas, gravidez, doença estenótica valvar importante, entre outras
- Ecocardiograma transesofágico: Patologias esofagianas como estenose ou megaesôfago.